# Angelos (filme)
Angelos é um filme de drama grego de 1982 dirigido e escrito por Giorgos Katakouzinos. Foi selecionado como representante da Grécia à edição do Oscar 1983, organizada pela Academia de Artes e Ciências Cinematográficas.

## Elenco
- Michalis Maniatis - Angelos
- Dionysis Xanthos - Mihalis
- Katerina Helmy - mãe de Angelos
- Vasilis Tsaglos - pai de Angelos
- Giorgos Bartis - ex-namorado Angelos
- Maria Alkeou - avó de Angelos